# Highlord
Highlord — итальянская рок-группа из Турина, играющая в стиле пауэр-метал.
В музыкальном плане Highlord часто характеризуют, как европейский пауэр-метал с элементами прогрессивного метала. В текстах песен музыканты часто обращаются к жанру фэнтези, а также делают кавер-версии композиций из аниме.

## История
Группа была образована в 1996 году под названием Avatar. В том же году коллектив записал своё первое демо, получившее название Time of the Avatar. Демозапись привлекла внимание лейбла Underground Symphony, который предложил группе контракт, но из-за проблем с составом музыкантам пришлось от него отказаться.
Два года спустя, с обновлённым составом, под названием и с новым вокалистом по имени Васче, группа заключила контракт North Wind Records и в 1999 году выпустила свой дебютный альбом Heir Of Power. Годом позже Highlord выпустили второй альбом When The Aurora Falls…, после которого Васче ушел из группы и ему на смену пришел Андреа Маркизио.
Третий альбом коллектива, получивший название Breath Of Eternity, был выпущен в 2002 году, а в 2004 за ним последовал Medusa’s Coil.
В 2006 Highlord выпустили альбом Instant Madness, на японское издание которого вошла кавер-версия песни Cha-La Head-Cha-La из аниме «Жемчуг дракона Z». Следующий альбом группы The Death Of The Artists, для которого группа записала свою версию композиции Zankokuna Tenshi No Te-ze из аниме «Евангелион», а также кавер на песню Билли Айдола Rebel Yell, вышел в 2009 году.
Свой седьмой альбом The Warning After коллектив выпустил в 2013 году. В записи альбома принял участие Ральф Шиперс из Primal Fear. Следующий альбом Hic Sunt Leones вышел в 2016 году. В качестве приглашённых вокалистов на нём появились Аполло Папафанасио и Линнея Викстрём из Therion.

## Дискография
- Time of the Avatar (1996) — демозапись
- Heir Of Power (1999)
- When The Aurora Falls… (2000)
- Breath Of Eternity (2002)
- Medusa’s Coil (2004)
- Instant Madness (2006)
- The Death Of The Artists (2009)
- The Warning After (2013)
- Hic Sunt Leones (2016)

## Состав группы
Текущий состав
- Andrea Marchisio — вокал и бэк-вокал
- Stefano Droetto — гитара
- Diego De Vita — бас-гитара
- Lele Mr. Triton — клавишные, пианино, клавесин
- Luca Pellegrino — ударные

Бывшие участники
- Vascè — вокал, гитара
- Alessandro Muscio — клавишные, пианино и клавесин